# João Sassetti
João Sassetti, född 22 januari 1892 i Lissabon, död 28 maj 1946 i Lissabon, var en portugisisk fäktare.
Sassetti blev olympisk bronsmedaljör i värja vid sommarspelen 1928 i Amsterdam.